# Het Grote Verhaal van Winnie de Poeh
Het Grote Verhaal van Winnie de Poeh (Engels: The Many Adventures of Winnie the Pooh) is een Amerikaanse tekenfilm uit 1977 van Walt Disney Feature Animation. Het is de 22ste lange tekenfilm van Disney. De film is gebaseerd op de Winnie de Poeh-boeken van de Britse auteur Alan Alexander Milne.
De film bestaat uit drie losse verhalen, die aan elkaar worden geregen door een verteller. Deze losse verhalen waren al eerder geproduceerd als op zichzelf staande korte filmpjes in respectievelijk 1966, 1968 en 1974. Derhalve wordt de film vaak gezien als de laatste van Disney’s package films, films die uit meerdere korte segmenten bestaan in plaats van een lang verhaal. Dit soort films waren vooral tijdens en kort na de Tweede Wereldoorlog een standaardrecept voor Disney.
De Nederlandse nasynchronisatie is opgenomen in 1986 en werd geregisseerd door Harrie Geelen. Deze productie is heropgenomen in 1995-97, deze versie werd geregisseerd door Maria Lindes.

## Verhaal

### Winnie de Poeh en de honingboom
De dikke gele beer Winnie de Poeh krijgt weer eens honger en besluit wat honing te eten. Hij heeft echter geen honing meer thuis en daarom besluit hij de honing van de bijen te stelen. Daarvoor zou hij zich eerst moeten vermommen. Winnie gaat naar zijn vriend Konijn die toch altijd honing heeft. Hij klimt in het hol van Konijn en doet zich tegoed aan de honing. Als hij het hol wil verlaten, komt hij echter vast te zitten. De enige manier waarop Winnie weer vrij kan komen is wachten tot hij genoeg is afgevallen om weer door de ingang van het hol te passen.

### Winnie de Poeh en de waaidag
Het is herfst en Winnie gaat zijn vriendje bezoeken, het varkentje Knorretje. Door de harde wind worden Winnie en Knorretje door de lucht geblazen en ze belanden in het huis van Uil. Daar waait het ook al erg hard en op een bepaald moment vallen de boom en het huis van Uil om. Uil zit nu zonder woning, maar de ezel Iejoor helpt hem een nieuw huis te zoeken. Tot overmaat van ramp gaat het die nacht ook nog zwaar regenen, waardoor er een vloed ontstaat in het bos.

### Winnie de Poeh en het mooiste van Teigetje
Konijn kan niet meer tegen het gespring van het tijgertje Teigetje en wil van hem af komen. Winnie en zijn vrienden Konijn, Knorretje en Teigetje gaan naar het bos en verstoppen zich voor Teigetje zodat deze verdwaalt en zij hem niet meer hoeven zien te springen. Maar Winnie en zijn vrienden verdwalen zelf, zodat Teigetje hen komt redden.

### De eerste sneeuw
Dit is een vervolg van het vorige verhaal. Teigertje werkt zichzelf in de problemen wanneer hij met Roe vast komt te zitten in een boom. Roe wordt met een cape gered, maar Teigetje durft niet. De verteller helpt hem uiteindelijk naar beneden door het boek op z’n kant te draaien. Teigetje glijdt langs de tekst en landt op de grond.

### Afscheid
In dit laatste hoofdstuk komen Poeh en Janneman op een betoverde plek, waar ze afscheid nemen. Janneman gaat naar school en vertrekt met Poeh om niets te doen.

## Stemverdeling
| Personage         | Originele naam      | Stemacteur        | Stemacteur 1995-97    | Stemacteur 1986  |
| ----------------- | ------------------- | ----------------- | --------------------- | ---------------- |
| Winnie de Poeh    | Winnie the Pooh     | Sterling Holloway | Kick Stokhuyzen       | Harrie Geelen    |
| Knorretje         | Piglet              | John Fiedler      | John de Winter        | Wim T. Schippers |
| Teigetje          | Tigger              | Paul Winchell     | Frits Lambrechts      | Coen Flink       |
| Iejoor            | Eeyore              | Ralph Wright      | Con Meijer            | Luc Lutz         |
| Konijn            | Rabbit              | Junius Matthews   | Hein Boele            | Paul van Gorcum  |
| Janneman Robinson | Christopher Robin   | Timothy Turner    | Jan Kooijman          |                  |
| Kanga             | Kanga               | Barbara Luddy     | Beatrijs Sluijter     | Doris Baaten     |
| Roe               | Roo                 | Clint Howard      | Anne-Mieke Ruyten     |                  |
| Uil               | Owl                 | Hal Smith         | Jérôme Reehuis        |                  |
| Graver            | Gopher              | Howard Morris     | Reinder van der Naalt | Arnold Gelderman |
| Verteller         | N.v.t.              | Sebastian Cabot   | Kees Coolen           | Willem Nijholt   |
| Bijen             | Bees                | Mel Blanc         |                       |                  |
| Kikkers en dieren | Frogs and Creatures | Frank Welker      |                       |                  |

## Nummers
- "Winnie the Pooh"
- "Up, Down and Touch the Ground"
- "Rumbly in My Tumbly"
- "Little Black Rain Cloud"
- "Mind Over Matter"
- "A Rather Blustery Day"
- "The Wonderful Things About Tiggers"
- "Heffalumps and Woozles"
- "The Rain Rain Rain Came Down Down Down"
- "Hip Hip Pooh-Ray!"